# Dikrella maculata
Dikrella maculata är en insektsart som först beskrevs av David D. Gillette 1898.  Dikrella maculata ingår i släktet Dikrella och familjen dvärgstritar. Inga underarter finns listade i Catalogue of Life.